# Abakus (architektura)

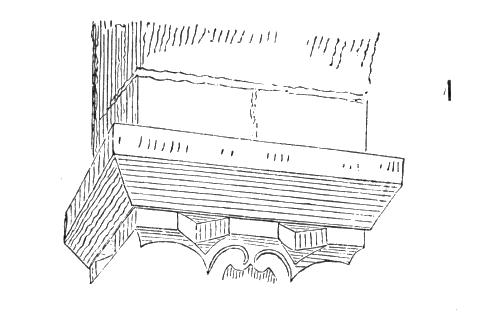
Zkosený abakus (abaque) z ilustrovaného Slovníku francouzské architektury

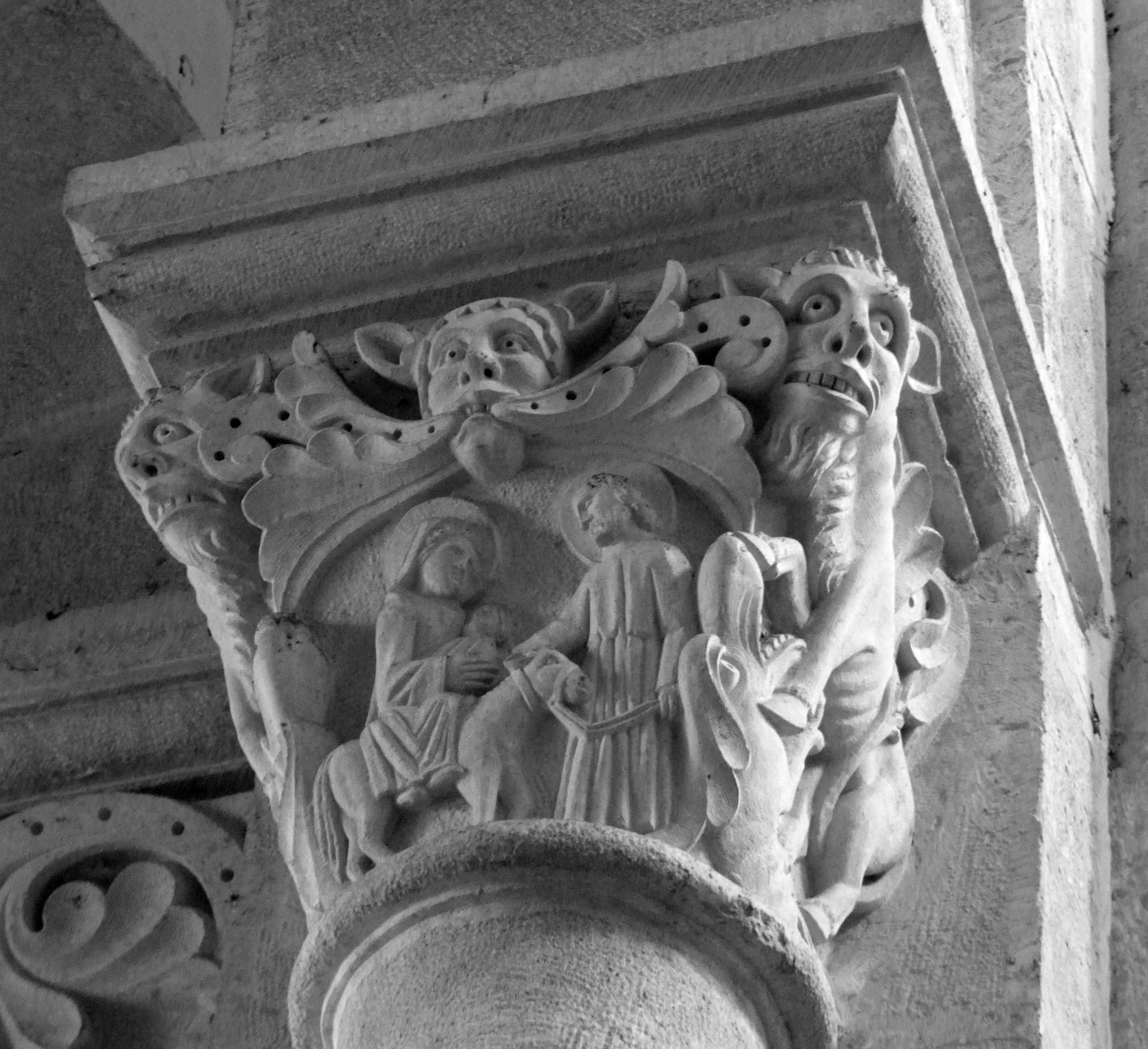
Nad bohatě zdobenou hlavicí je zřetelně vidět 4hranný abakus. Kostel Saint-Alban, Lormes, Burgundsko, Francie.

Abakus (z řeckého abax, deska, plát, prkno; nebo z francouzského abaque; z latinského abacus, deska, stůl; množné číslo abacuses i abaci) je v architektuře čtyřhranná krycí deska, která jako součást hlavice tvoří přechod mezi echinem a architrávem, popř. kladím.
Účelem této desky je nést váhu architrávu lépe než samotná hlavice, která bývá užší.
U sloupů dórských, staroiónských a toskánských je abakus čtyřhranný s rovnými stranami. U sloupů římských, korintských a novoiónských je po stranách dovnitř vykrojený, bez rohů (jsou sříznuty šikmo dolů).
Ale vyskytuje se i později, např. v baroku.

## Příklady z Francie
První z vyobrazených abaků (obr. 1) je ozdoben pouze jednoduchým geometrickým ornamentem obvykle používaným během 12. století na Île-de-France, Normandie, Champagne a v Burgundsku. Další (obr. 2) je z benediktinského je z chóru opatství ve Vézelay. Na obrázku 3 je vyobrazen oblý abakus, jež je k vidění v oknech postranní kaple katedrály Notre-Dame v Paříži. Na konci 13. století se tento prvek téměř přestal používat. Ve 14. století se zmenšil a zúžil svůj profil, až úplně vymizel v 15. století (obr. 4).

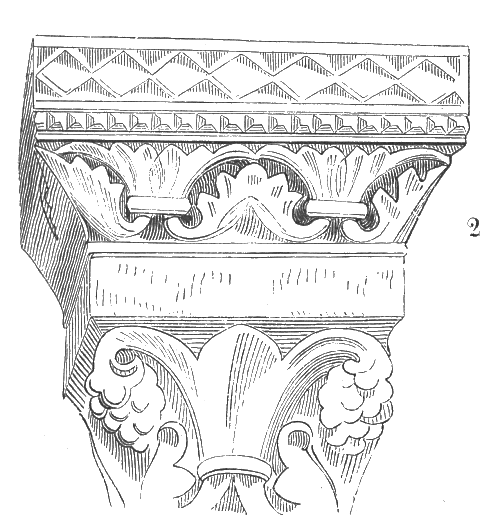
Obr. 1
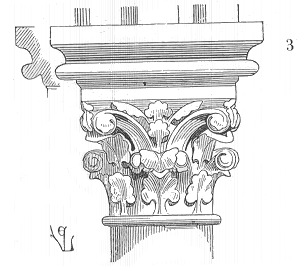
Obr. 2
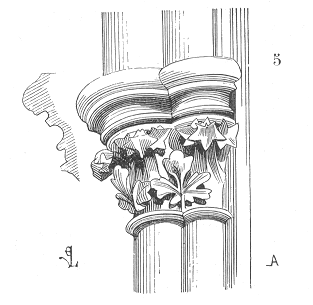
Obr. 3
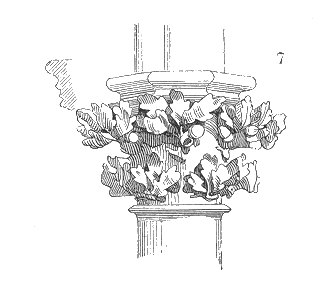
Obr. 4